# SD Gundam: Gashapon Senki - Episode One
SD Gundam: Gashapon Senki - Episode One (ＳＤガンダム ガシャポン戦記 ～エピソード１～) est un jeu vidéo de stratégie développé et édité par Bandai en décembre 1999 sur WonderSwan. C'est une adaptation en jeu vidéo de la série basée sur l'anime Mobile Suit Gundam et notamment Super Deformed Gundam,.